# Uzunkaya, Kızıltepe
Uzunkaya là một xã thuộc huyện Kızıltepe, tỉnh Mardin, Thổ Nhĩ Kỳ. Dân số thời điểm năm 2010 là 99 người.